# Sint-Denijskerk (Sint-Denijs-Westrem)

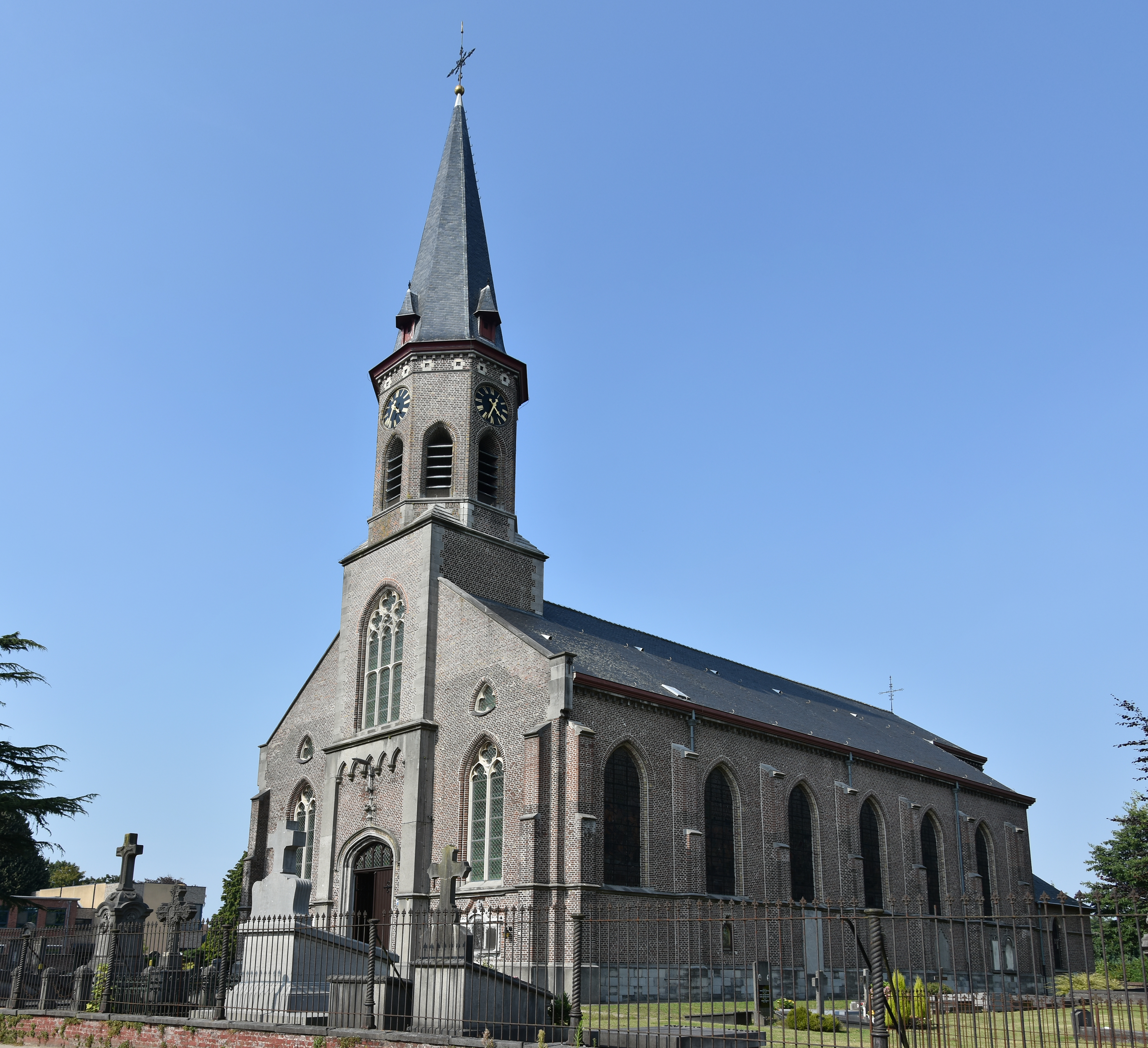
De Sint-Denijskerk

De Sint-Denijskerk is een kerkgebouw in de Gentse deelgemeente Sint-Denijs-Westrem. De kerk is toegewijd aan de heilige Denijs.

## Architectuur en bouwgeschiedenis
Het neogotisch kerkgebouw is een ontwerp van architect Matthias Jozef Wolters en is net als de omliggende kerkhofmuur, de pastorie, en de omgeving, beschermd. Oorspronkelijk stond hier een in 1845 gesloopte 12e-eeuws romaanse kerkje uit de 12e eeuw dat voor het eerst in 1111 werd vermeld. Het was een kruiskerk met vierkante vieringtoren en leek qua architectuur op de Sint-Jan Baptistkerk te Afsnee. Vergroting van de sacristie volgde in 1898 naar ontwerp van architect Hendrik Geirnaert. Herstellingen waren nodig in 1909 en restauratie van de toren en westgevel (beschadigd in 1918 tijdens de Eerste Wereldoorlog) in 1921.

## Interieur
In de kerk, op het rechterzijaltaar, bewaart men een schilderij van David Teniers de Jonge met de heilige Denijs als onderwerp.

## Galerij

Afbeeldingen van Sebastiaan uit alle tijden
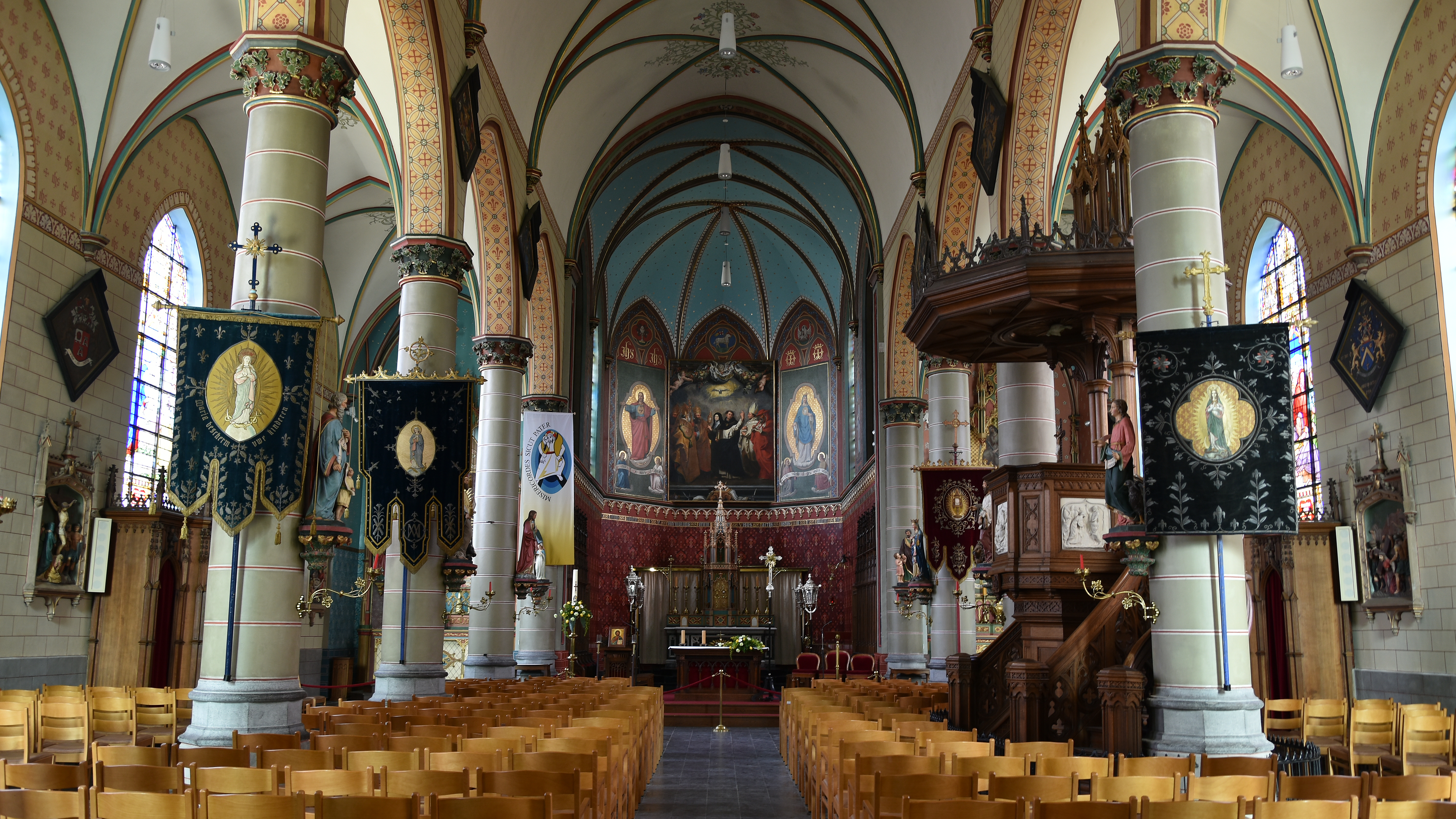
Het schip en priesterkoor
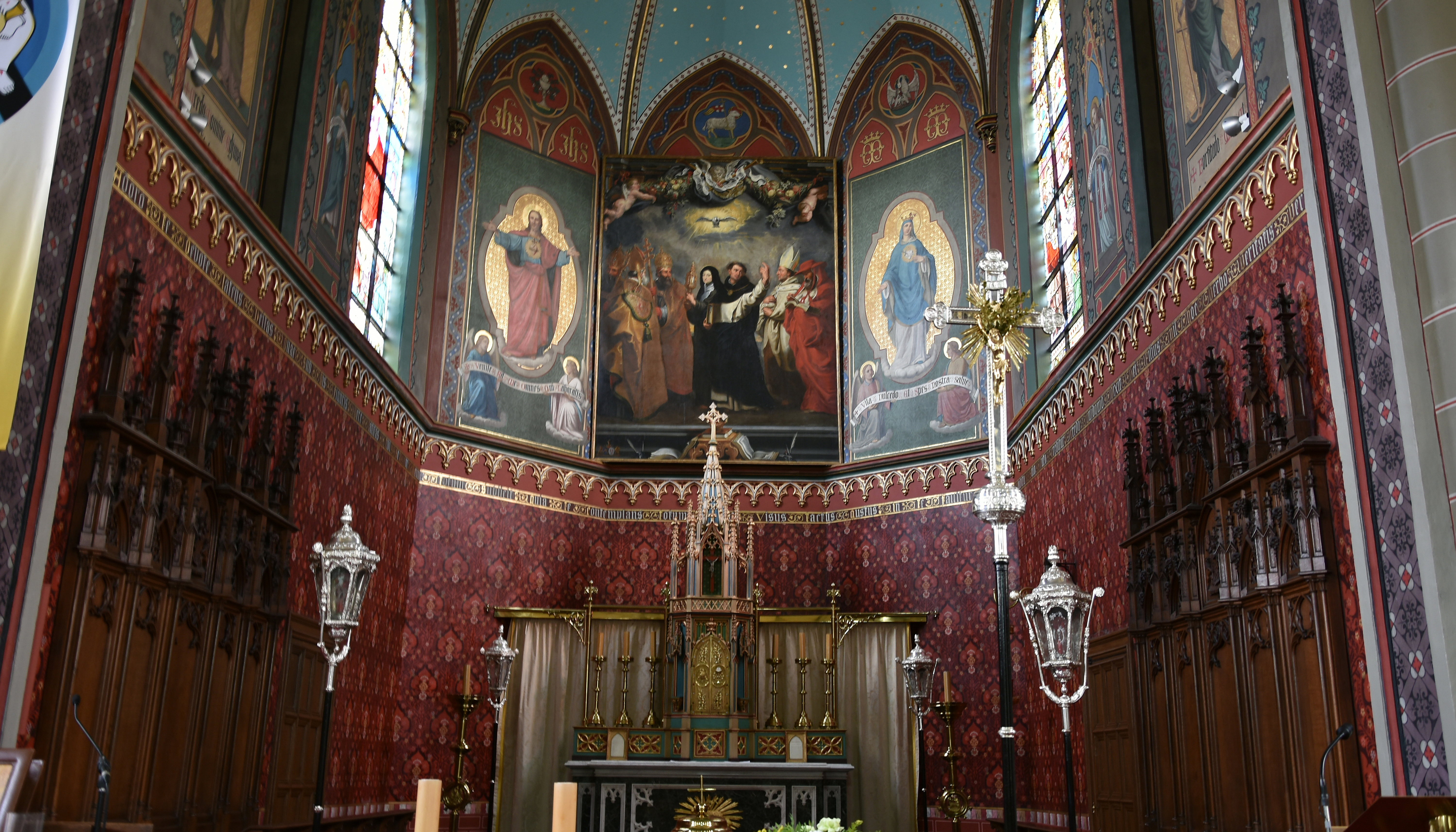
Het hoogaltaar met schilderij Betwisting van het Sacrament door Anselmus van Hulle
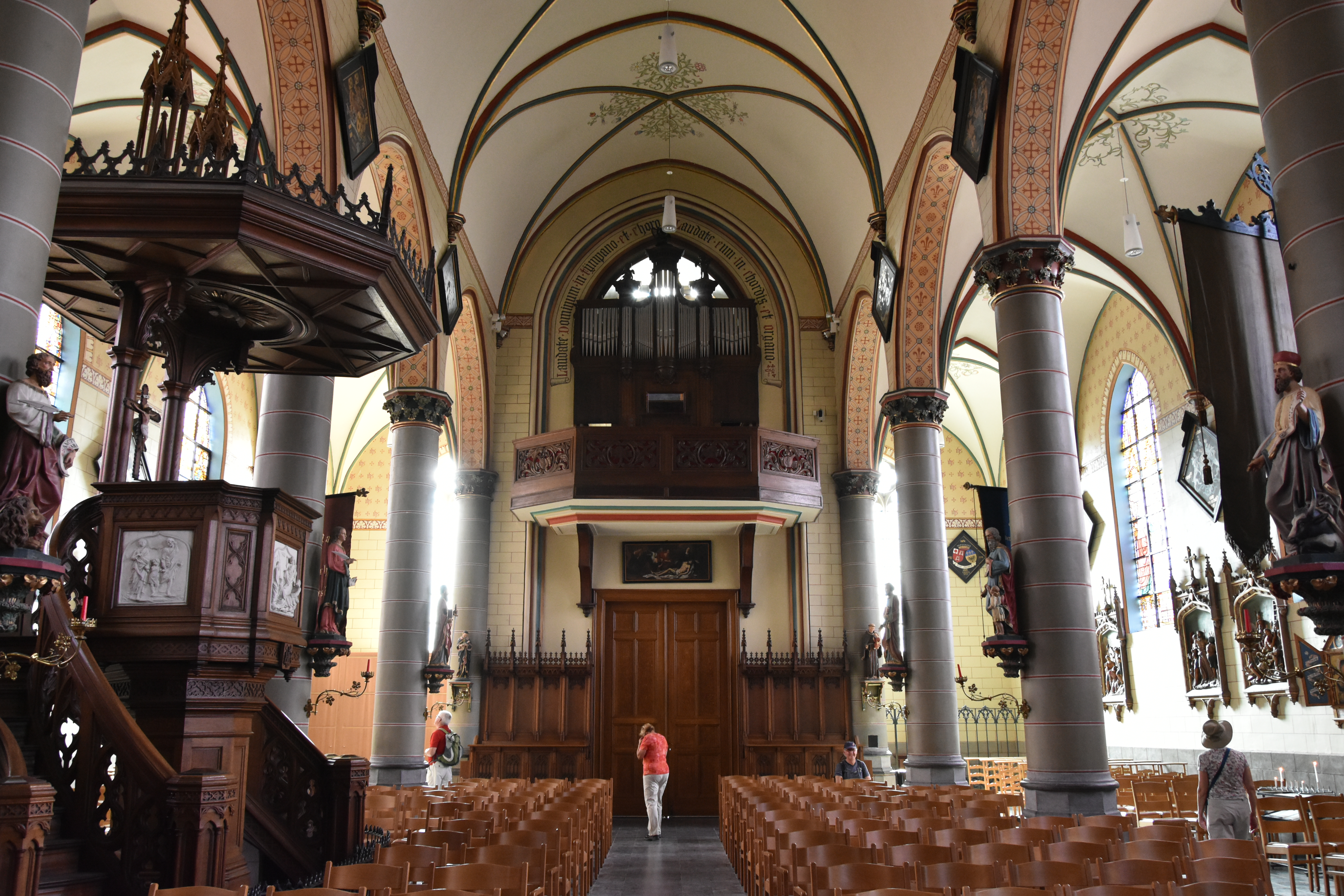
Preekstoel en kerkorgel
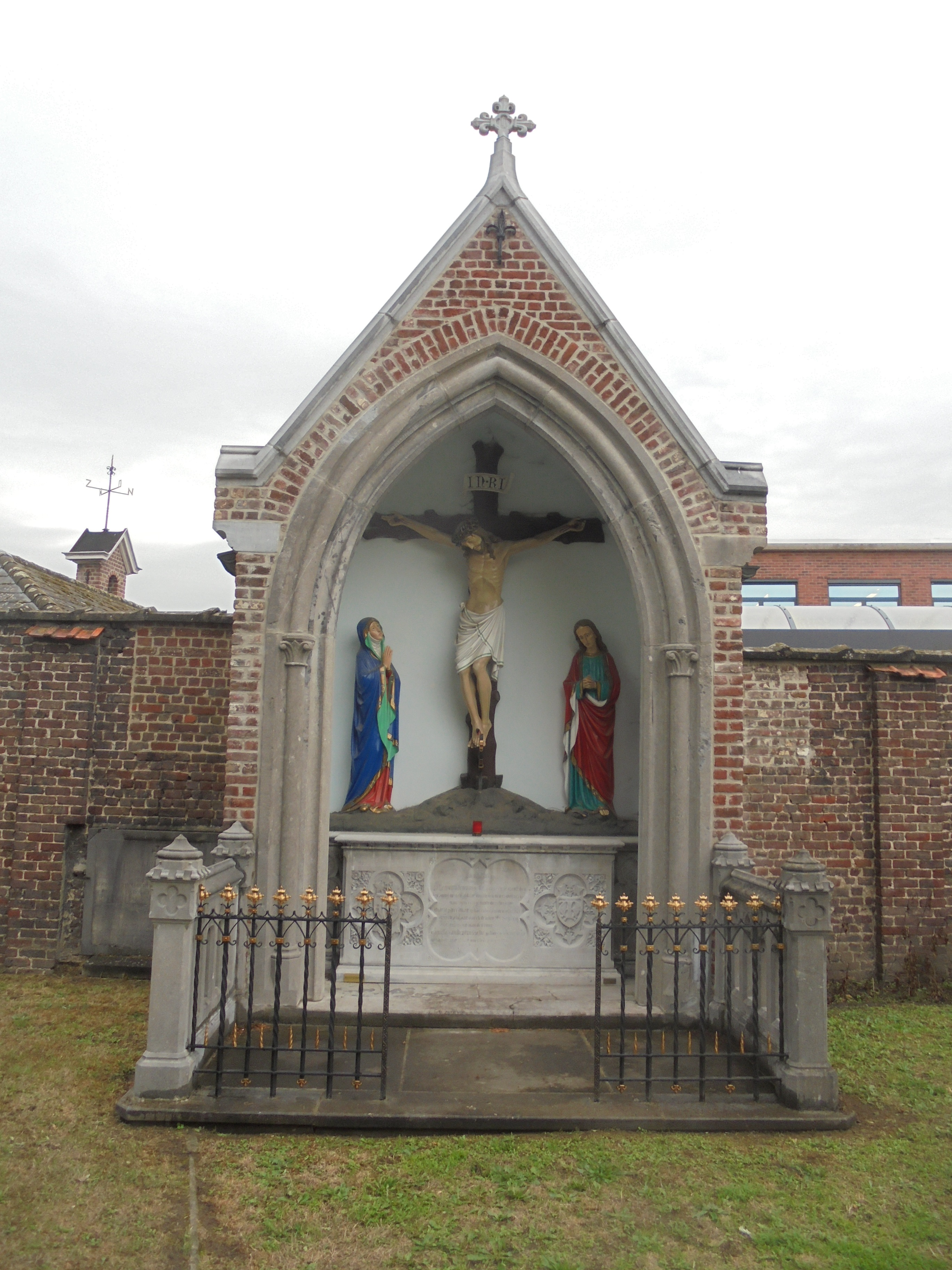
De calvarie op het kerkhof